# Mikroregion São Félix do Xingu

Mikroregion São Félix do Xingu

Mikroregion São Félix do Xingu – mikroregion w brazylijskim stanie Pará należący do mezoregionu Sudeste Paraense. Ma powierzchnię 121.141,4 km²

## Gminy
- Bannach
- Cumaru do Norte
- Ourilândia do Norte
- São Félix do Xingu
- Tucumã